# Cartes sur table (pièce de théâtre)
Pour les articles homonymes, voir Cartes sur table (homonymie) et Cards on the Table.
Cartes sur table (Cards on the Table) est une pièce de théâtre policière de Leslie Darbon de 1981 adaptée du roman éponyme d'Agatha Christie de 1936.

## Historique de la pièce
En 1981, Leslie Darbon adapte le roman Cartes sur table d'Agatha Christie. IL retire le personnage d'Hercule Poirot de la pièce comme dans les précédentes adaptations, ainsi que celui du Colonel Race. Il ne reste plus que Ariadne Oliver et le Superintendant Battle pour résoudre le crime.
La première a lieu le 9 décembre 1981 au Vaudeville Theatre (en) de Londres sous la direction de Peter Dews (en). Certaines critiques sont très mauvaises : Michael Billington, de The Guardian, pense que la réelle victime de la pièce est la pièce elle-même et que le coupable n'est autre que Leslie Darbon qu'il faudrait enfermer jusqu'à obtenir un résultat convenable. Malgré cela, la pièce est un succès commercial et la dernière a lieu le 4 septembre 1982 après neuf mois de représentations.

## Distribution
Distribution originale de 1981, :
Mise en scènePeter Dews (en)
Comédiens
- Gordon Jackson : Superintendant Battle
- Margaret Courtenay : Ariadne Oliver
- Anne Meredith
- Mrs Lorrimer
- Dr Roberts
- Major Despard
- Shaitana
- Mary, la servante de Shaitana
- le valet
- Sergent O'Connor
- Miss Burgess
- Rhoda Dawes
- Doris, la servante de Mrs Lorrimer
- Stephens